# Euphorbia peplis
Euphorbia peplis är en törelväxtart som beskrevs av Carl von Linné. Euphorbia peplis ingår i släktet törlar, och familjen törelväxter. Inga underarter finns listade i Catalogue of Life.